# Hoplismenus simulator
Hoplismenus simulator là một loài tò vò trong họ Ichneumonidae.